# 클리오 앤서니
클리오 앤서니(영어: Cleo Anthony, 1981년 3월 15일~)는 미국의 배우이자 모델이다. 그는 넷플릭스 시리즈 당신보다 그것이 좋아에서 한 역할로 잘 알려져 있다. 또한 다이버전트, 더 프레이(The Prey: Legend of Karnoctus) 등에도 출연했다.

## 어린 시절
앤서니는 버지니아주 포츠머스에서 고등학교를 다녔다. 졸업 후 마이애미로 가서 한동안 노숙자 생활을 하다가 모델 에이전시에게 발탁되었다.

## 경력
2017년 앤서니는 스파이크 리의 1986년 영화를 현대적으로 업데이트한 스파이크 리의 2017년 10부작 넷플릭스 시리즈 "당신보다 그것이 좋아"에서 세 명의 남자 주연 중 한 명으로 캐스팅되었다.

## 작품 목록

### 영화
- 다이버전트 (영화) (2014년) - 돈트리스 순찰관 1  역
- 엑스턴트
- 로스웰, 뉴 멕시코